# Pseudoinonotus victoriensis
Pseudoinonotus victoriensis är en svampart som först beskrevs av Lloyd, och fick sitt nu gällande namn av T. Wagner & M. Fisch. 2001. Pseudoinonotus victoriensis ingår i släktet Pseudoinonotus och familjen Hymenochaetaceae.   Inga underarter finns listade i Catalogue of Life.